# 南部利淳

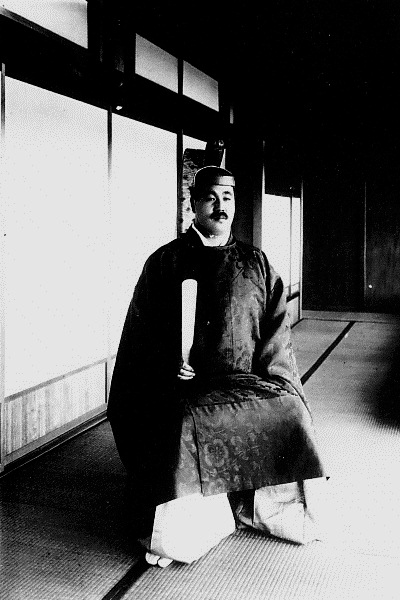
南部利淳

南部 利淳（なんぶ としあつ、明治17年（1884年）6月25日 - 昭和5年（1930年）1月1日）は、戦前日本の華族。南部家第43代当主で、最後の盛岡藩主南部利恭の次男、先代当主南部利祥の弟。爵位は伯爵。

## 経歴
明治38年（1905年）、日露戦争で戦死した兄利祥の跡を継ぎ、南部家第43代当主となる。東京帝国大学在学中の明治40年（1907年）に旧鳥取藩主池田輝知侯爵の三女嚴子と結婚し、一男一女をもうける。
利淳夫妻は芸術に造詣が深く、利淳は彫刻や書道、嚴子は日本画や竹細工などをたしなんだ。また、夫婦で黒田清輝、五味清吉、石川寅治などの画家から洋画を習っている。大正3年（1914年）には盛岡に「南部鋳金研究所」を設置し、東京美術学校鋳金科出身の松橋宗明を所長として迎えるなど、南部鉄器の改良発展に貢献した。また、学生への給費制度を設けるなど、人材の育成にも貢献した。
昭和3年（1928年）に長男南部利貞が18歳で死去したため、昭和4年（1929年）に一條實輝公爵の三男實英（利英と改名）を長女瑞子の婿養子として迎えた。
昭和5年（1930年）1月1日、胃潰瘍により急逝した。享年45。

## 栄典
- 1905年（明治38年）5月30日 - 従五位[1]
- 1914年（大正3年）6月20日 - 従四位[2]